# Нагірянська (печера)
Нагіря́нська (інші назви — Джуринська, Поросячка) — карстова печера, геологічна пам'ятка природи місцевого значення в Україні. Розташована за 2 км на схід від села Нагоряни Чортківського району Тернопільської області, на лівому схилі річки Поросячка (притока Джурину). Довжина лабіринтів — 1170 м.

## Опис
Печера закладена у верхній частині гіпсоангідритного пласту, є лабіринтом, утвореним магістральними ерозійними коридорами переважно субмеридіонального напрямку, завширшки 3—6 м (у ближній частині печери) і 1,5—2 м (у глибшій частині), з'єднаними вузькими і низькими ходами — зв'язками субширотних напрямків. Печера багата вторинно-кристалічними утвореннями, представленими агрегатами й корами кристалізації різного кольору і габітусу; завдовжки 15—20 см, окремі — до 80 см.
Знайдені екоцентричні кристали закручених форм — «гіпсові квіти», нагромадження білих голчатих агрегатів новітнього генезису на дні печерних ходів — «молочні ріки» завдовжки 10—12 м, а також карбонатні кори і натічні форми до 10 см.

## Охорона
Охоронна зона печери — 5 га. Оголошена об'єктом природно-заповідного фонду рішенням Тернопільської обласної ради від 18 березня 1994 року. Перебуває у віданні [Архівовано 23 грудня 2015 у Wayback Machine.] НПП «Дністровський каньйон». З жовтня 2012 року на вході печери встановлені вхідні двері [Архівовано 23 грудня 2015 у Wayback Machine.].